# Autry-Issards
Autry-Issards ist eine französische französische Gemeinde mit 309 Einwohnern (Stand: 1. Januar 2022) im Département Allier in der Region Auvergne-Rhône-Alpes (vor 2016 Auvergne). Sie gehört zum Kanton Souvigny im Arrondissement Moulins.

## Geographie
Die Gemeinde Autry-Issards liegt in der historischen Provinz Bourbonnais, etwa 18 Kilometer westsüdwestlich des Stadtzentrums von Moulins.  Nachbargemeinden von Autry-Issards sind Saint-Menoux im Norden und Nordosten, Souvigny im Osten, Meillers im Süden und Westen sowie Bourbon-l’Archambault im Nordwesten.

## Bevölkerungsentwicklung
| Jahr                       | 1962 | 1968 | 1975 | 1982 | 1990 | 1999 | 2006 | 2014 | 2012 |
| -------------------------- | ---- | ---- | ---- | ---- | ---- | ---- | ---- | ---- | ---- |
| Einwohner                  | 347  | 339  | 311  | 307  | 327  | 307  | 317  | 336  | 309  |
| Quellen: Cassini und INSEE |      |      |      |      |      |      |      |      |      |

## Sehenswürdigkeiten
- Kirche Ste-Trinité aus dem 12. Jahrhundert, seit 1927 Monument historique
- Priorat St-Maurice aus dem 12. Jahrhundert, seit 1933 Monument historique
- Schloss Le Plessis aus dem 14. Jahrhundert, seit 1928 Monument historique
- Schloss Issards aus dem 15. Jahrhundert
- Schloss Rimasoir

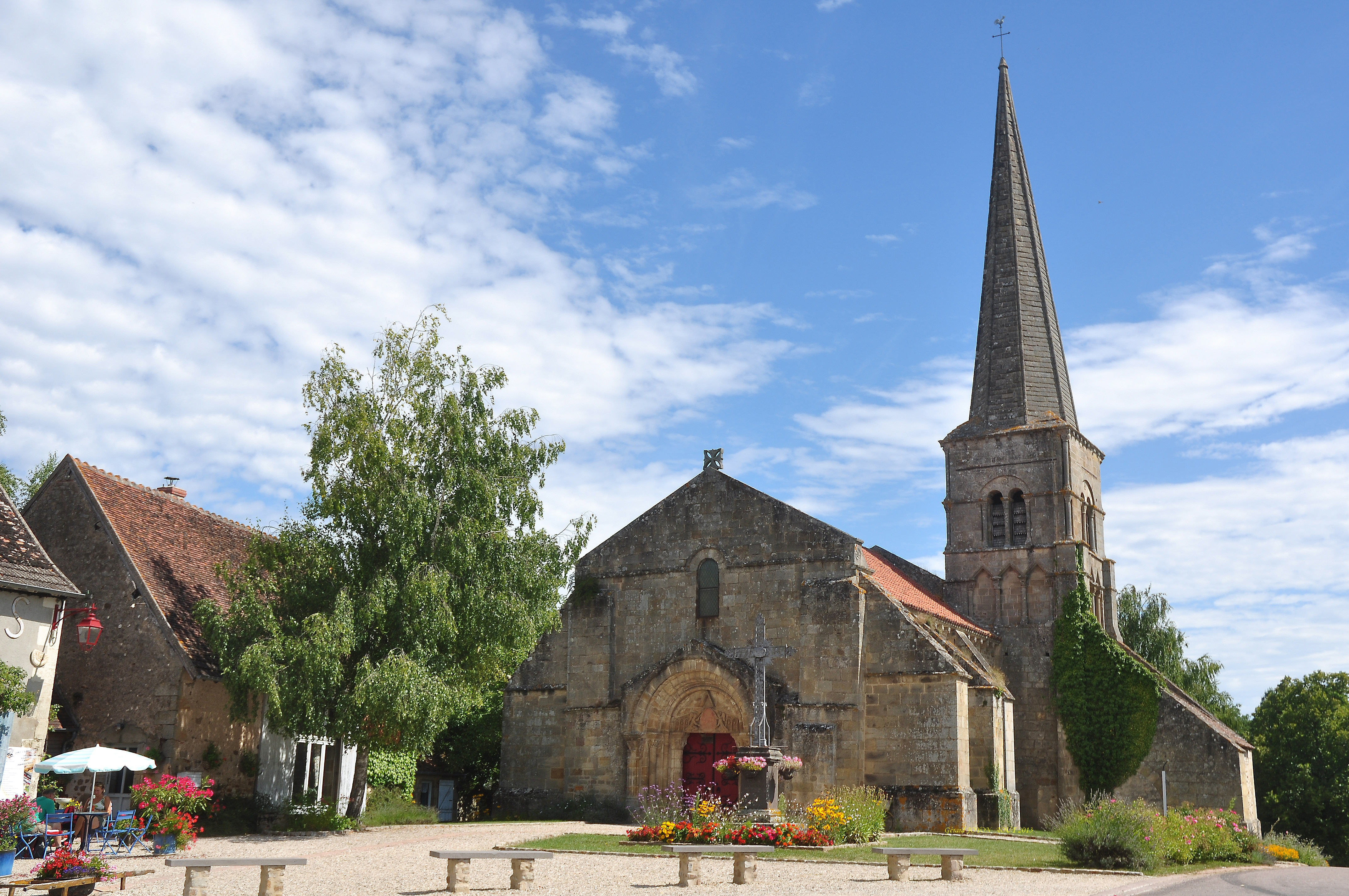
Kirche Sainte-Trinité
Priorat Saint-Maurice